# Мовна локалізація
Мовна локалізація (від лат. locus — місце) — переклад і культурна адаптація продукту до особливостей певної країни, регіону чи групи населення, водночас під «продуктом» мають на увазі будь-який товар або послугу. Локалізація становить другу фазу в рамках загального процесу інтернаціоналізації й локалізації. Вона передбачає також всебічне вивчення цільової культури, необхідне для правильної адаптації продукту до потреб окремих ринків.
Найчастіше процес локалізації зводиться до перекладу і культурної адаптації програмного забезпечення, відеогри або вебсайтів. Значно рідше цей термін застосовується до перекладу текстів, який, утім, також передбачає культурну адаптацію. Локалізація продукту може здійснюватися не тільки в країнах і регіонах, де населення розмовляє іноземною мовою, а й у випадках, коли мова залишається такою ж самою, наприклад, різні діалекти іспанської мови в Іспанії і Латинській Америці, у яких розрізняються ідіоматичні вирази. Аналогічно вибір ідіоматичних виразів може варіюватися у різних країнах, де офіційною мовою є англійська (США, Велика Британія або Філіппіни).
Для позначення локалізація іноді використовується скорочення L10N (де L — перша буква, 10 пропущених букв та N — остання буква).

## Загальний процес: інтернаціоналізація, глобалізація і локалізація
В основі інтернаціоналізації, глобалізації та локалізації лежать два основні технічні процеси.

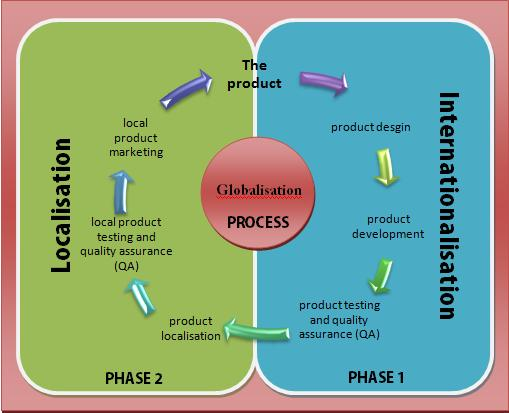
Процес глобалізації
(матеріал з сайту LISA.)

Перший крок — це інтернаціоналізація. Вона охоплює стадію планування і підготовки проєкту, в ході якої він адаптується для міжнародного ринку. Метою є знищення всіх культурних особливостей, щоб продукт міг легко адаптуватися до будь-якого мовного середовища або країни. Якщо регіональні риси не були повністю прибрані на початковому етапі, це має бути виправлено під час локалізації, що призведе до додаткових витрат часу і коштів. У деяких випадках, продукт, який не був глобалізований, не може бути локалізовано.
На другому етапі проводиться безпосередня адаптація продукту до конкретного ринку. Відповідно до класифікації, запропонованої Localization Industry Standards Association або LISA, локалізація містить такі аспекти: лінгвістичний, фізичний, діловий, культурний і технічний. Наприкінці цієї стадії проводиться тестування, що передбачає перевірку відповідності нормам якості, аби переконатися, що продукт працює правильно і відповідає очікуванням клієнтів.
Згідно з визначенням, запропонованим LISA, глобалізацію найкраще можна уявити як цикл, ніж як лінійний процес. Глобалізувати — означає заздалегідь продумати проєкт та методи просування продукту, враховуючи багатонаціональну авдиторію, щоб уникнути збільшення вартості і проблем, пов'язаних з якістю, а також заощадити час і зменшити обсяг зусиль, витрачених на локалізацію в кожній країні і регіоні. Локалізація є складовою частиною загального процесу глобалізації.

### Переклад та локалізація
Локалізація часто розглядається як «переклад високого рівня», але це не відображає всю важливість і складність цього процесу, а також все те, що вона охоплює. Хоча іноді складно провести межу між перекладом та локалізацією, загалом, локалізація проводиться значною мірою для позатекстуальних компонентів товару або послуги, але якщо локалізація все ж необхідна, то це поняття ширше поняття «переклад». На додаток до перекладу (тобто питань граматики та орфографії, які варіюються залежно від країни та місця, де використовується одна і та ж мова), процес локалізації може містити адаптацію графічного компонента, символів валют, формату дат, адрес і номерів телефону, вибір кольорів багатьох інших деталей, включаючи перегляд фізичної структури продукту. Поняття «переклад» та «локалізація» також можуть існувати окремо один від одного.
Усі ці зміни проводяться, щоб, по-перше, виявити чутливі відмінності й уникнути можливих конфліктів з місцевою культурою і населенням і, по-друге, проникнути на місцевий ринок, пристосовуючись до локальних потреб. Наприклад, в результаті локалізації вебсайт тієї самої компанії може бути адаптований до певної країни, або видання тієї самої книги можуть відрізнятися залежно від місця видання.

### Глобалізація і локалізація
Зважаючи на те, що локалізація — процес адаптації продукту до певного середовища, глобалізація моделює продукт так, аби мінімізувати додаткову роботу з його локалізації.
Припустимо, що хтось працює на компанію, яка до цього часу працювала тільки в США. Ця компанія відкриває головний офіс у Китаї і потребує вебсайт китайською мовою. Вона пропонує один і той же продукт, з незначними змінами, в обох країнах, але, можливо, що деякі елементи, присутні на оригінальному сайті, можуть здатися образливими або викликати невдоволення населення Китаю, наприклад, використання прапорів, квітів або національної символіки, звуків. Тому компанія може втратити частину ринку через незначні деталі презентації.
Більш того, компанії потрібно адаптувати продукт до потреб нових покупців, найкращим прикладом чого є комп'ютерні ігри.
Тепер припустимо, що компанія відкриває офіси в десятці країн і потребує адаптації свого сайту до потреб усіх цих країн. Перш ніж вирішити, як локалізувати сайт і продукт у кожній з цих країн, фахівець в цій царині має запропонувати компанії розробити загальну стратегію: глобалізувати управління справами компанії. Компанія може ухвалити рішення про створення структури, зайнятої систематизацією і підтримкою глобальної стратегії. Це дозволить забезпечити єдине керівництво для 12 окремих локалізованих офісів.